# Nina Reichenbach
Nina Reichenbach (3 de febrero de 1999) es una deportista alemana que compite en ciclismo en la modalidad de trials.
Ganó quince medallas en el Campeonato Mundial de Trials entre los años 2014 y 2024, y siete medallas en el Campeonato Europeo de Ciclismo de Montaña entre los años 2014 y 2024.

## Palmarés internacional
| Campeonato Mundial | Campeonato Mundial            | Campeonato Mundial | Campeonato Mundial |
| Año                | Lugar                         | Medalla            | Competición        |
| ------------------ | ----------------------------- | ------------------ | ------------------ |
| 2014               | Hafjell/Lillehammer (Noruega) | Medalla de plata   | Trials 20″/26″     |
| 2015               | Vallnord (Andorra)            | Medalla de bronce  | Trials 20″/26″     |
| 2016               | Val di Sole (Italia)          | Medalla de oro     | Trials 20″/26″     |
| 2017               | Chengdu (China)               | Medalla de oro     | Trials 20″/26″     |
| 2017               | Chengdu (China)               | Medalla de plata   | Equipo mixto       |
| 2018               | Chengdu (China)               | Medalla de oro     | Trials 20″/26″     |
| 2018               | Chengdu (China)               | Medalla de plata   | Equipo mixto       |
| 2019               | Chengdu (China)               | Medalla de oro     | Trials 20″/26″     |
| 2021               | Vic (España)                  | Medalla de plata   | Trials 20″/26″     |
| 2021               | Vic (España)                  | Medalla de bronce  | Equipo mixto       |
| 2022               | Abu Dabi (EAU)                | Medalla de oro     | Trials 20″/26″     |
| 2022               | Abu Dabi (EAU)                | Medalla de bronce  | Equipo mixto       |
| 2023               | Glasgow (Reino Unido)         | Medalla de oro     | Trials 20″/26″     |
| 2024               | Abu Dabi (EAU)                | Medalla de bronce  | Trials 20″/26″     |
| 2024               | Abu Dabi (EAU)                | Medalla de bronce  | Equipo mixto       |
| Campeonato Europeo |                               |                    |                    |
| Año                | Lugar                         | Medalla            | Competición        |
| 2014               | Wałbrzych (Polonia)           | Medalla de bronce  | Trials 20″/26″     |
| 2015               | Chies d'Alpago (Italia)       | Medalla de plata   | Trials 20″/26″     |
| 2016               | Le Puy-en-Velay (Francia)     | Medalla de plata   | Trials 20″/26″     |
| 2018               | Moudon (Suiza)                | Medalla de oro     | Trials 20″/26″     |
| 2019               | Lucca (Italia)                | Medalla de oro     | Trials 20″/26″     |
| 2023               | Poprad (Eslovaquia)           | Medalla de bronce  | Trials 20″/26″     |
| 2024               | Jeumont (Francia)             | Medalla de plata   | Trials 20″/26″     |